# Deutsche Meisterschaften 1926
Als Deutsche Meisterschaft(en) 1926 oder DM 1926 bezeichnet man folgende Deutsche Meisterschaften, die im Jahr 1926 stattgefunden haben: 
- Deutsche Eishockey-Meisterschaft 1926
- Deutsche Fechtmeisterschaften 1926
- Deutsche Leichtathletik-Meisterschaften 1926
- Deutsche Ringermeisterschaften 1926
- Deutsche Schwimmmeisterschaften 1926
- Deutsches Meisterschaftsrudern 1926